# Свет на Востоке
Миссия «Свет на Востоке» — протестантская организация, основанная в 1920 году пасторами Яковом Крекером и Вальтером Жаком для проповеди Евангелия русским солдатам, оказавшимся в немецком плену в годы Первой мировой войны. Первоначально миссия называлась «Свет Востоку», однако по просьбе И. С. Проханова была переименована в «Свет на Востоке».
Тесно взаимодействовала с христианами-протестантами в России, а также русскими христианами в эмиграции. Финансово поддерживала Всемирный союз евангельских христиан, созданный в 1930-е годы И. С. Прохановым из русских христиан-эмигрантов. С миссией «Свет на Востоке» тесно сотрудничал, войдя в её руководство, В. Ф. Марцинковский. Миссия поддерживала издание журнала «Евангельская вера».
В годы Второй мировой войны миссия была вынуждена практически свернуть работу, хотя её сотрудники пользовались малейшей возможностью проповедовать Евангелие советским солдатам в немецком плену и «остовцам» (советским гражданам, угнанным в Германию на принудительным работы). После падения Третьего рейха миссия возобновила полноценную деятельность.
Миссия «Свет на Востоке» поддерживала миссионеров и отдельных религиозных деятелей, выпускала и выпускает по настоящее время христианскую литературу — как периодику (в настоящее время — журналы «Тропинка», «Вера и Жизнь», «Менора»), так и широкую номенклатуру книг.